# SM-sarja 1936/37
Die Saison 1936/37 war die neunte Spielzeit der finnischen SM-sarja. Meister wurde zum insgesamt zweiten Mal in der Vereinsgeschichte Ilves Tampere.

## Modus
In der Hauptrunde absolvierte jede der vier Mannschaften insgesamt sechs Spiele. Der Erstplatzierte der Hauptrunde wurde Meister. Für einen Sieg erhielt jede Mannschaft zwei Punkte, bei einem Unentschieden gab es einen Punkt und bei einer Niederlage null Punkte.

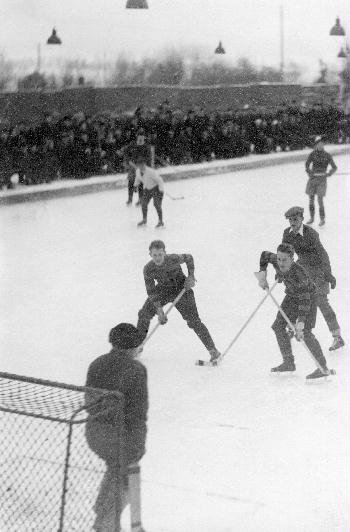
Spielszene aus dem Januar 1937

## Hauptrunde
|    | Klub          | Sp | S | U | N | Tore  | Punkte |
| -- | ------------- | -- | - | - | - | ----- | ------ |
| 1. | Ilves Tampere | 6  | 4 | 2 | 0 | 22:11 | 10     |
| 2. | KIF Helsinki  | 6  | 3 | 2 | 1 | 22:18 | 8      |
| 3. | HJK Helsinki  | 6  | 3 | 0 | 3 | 14:13 | 6      |
| 4. | Åbo IFK       | 6  | 0 | 0 | 6 | 11:27 | 0      |

Sp = Spiele, S = Siege, U = Unentschieden, N = Niederlagen